# 特鲁罗野兽
特鲁罗野兽（英文：Beast of Truro）是指自1981年起美国马萨诸塞州持续出没的幻影猫名称。据《纽约时报》报道，特鲁罗野兽活跃于1981年-1982年，而袭击源起于19819月，马萨诸塞州特鲁罗数十只家猫被不明肉食动物杀死。最初调查认为袭击事件由一群野狗造成，但不久后特鲁罗一对夫妇报告称看见一只60-80磅重（27-36千克）疑似美洲狮的动物，然而马萨诸塞州美洲狮的在1858年后再无目击。之后的12月16日与12月20日，特鲁罗共有3头家猪遇袭，同时当地居民亦持续听见怪异的叫声，另有一些目击者报告看见美洲狮。对于特鲁罗野兽是何种动物目前有两种观点：特鲁罗官方观点认为袭击是由狗造成，而反对者认为袭击是猫科动物所为。